# Alcea damascena
Alcea damascena är en malvaväxtart som först beskrevs av Mout., och fick sitt nu gällande namn av Mout.. Alcea damascena ingår i släktet stockrosor, och familjen malvaväxter. Inga underarter finns listade i Catalogue of Life.